# Harry Kissin, Baron Kissin
Harry Aaron Kissin, Baron Kissin (* 23. August 1912 in Danzig; † 23. August 1997 in Westminster, London) war ein britischer Unternehmer, Bankier und Politiker, der 1974 als Life Peer aufgrund des Life Peerages Act 1958 Mitglied des House of Lords wurde.

## Leben
Kissin, Sohn eines aus Russland stammenden jüdischen Getreidehändlers, absolvierte nach dem Schulbesuch in Danzig ein Studium der Rechtswissenschaften an der Universität Basel und war nach seiner anwaltlichen Zulassung 1934 kurze Zeit als Rechtsanwalt in Basel tätig, ehe er noch 1934 nach London verzog und dort Direktor des Unternehmens Windygates wurde. Am 27. Juli 1946 erwarb er die britische Staatsbürgerschaft durch Einbürgerung.
Nach Ende des Zweiten Weltkriegs arbeitete er eng mit dem Bankier Siegmund G. Warburg zusammen und gründete mit diesem zusammen 1947 das Unternehmen G. H. Kay Overseas, ein Groß- und Außenhandelsunternehmen, das sich auf Osteuropa konzentrierte. Daneben war als Handelsbankier tätig und wurde 1958 Geschäftsführender Direktor des alten Londoner Unternehmens Lewis & Peat. Nachdem er 1973 Vorstandsvorsitzender dieses Unternehmens wurde, kam es 1974 zu einer Fusion mit dem Merchant-Banking-Unternehmen Guinness Mahon und zur Bildung der Guinness Peat Group, deren Vorstandsvorsitzender er bis 1979 blieb.
Neben seiner wirtschaftlichen Tätigkeit engagierte sich Kissin in zahlreichen gesellschaftlichen Institutionen und war unter anderem zwischen 1968 und 1975 Vorsitzender des Beirates des Institute of Contemporary Arts (ICA) sowie von 1974 bis 1980 Vorsitzender des Trust des Royal Opera House in Covent Garden. Zu seinen Vertrauten in dieser kulturpolitischen Arbeit gehörten Personen wie der Vorsitzende des britischen Kunstrates Arnold Goodman, Baron Goodman. Des Weiteren war er Verwaltungsrat (Governor) der Universität Haifa sowie der Hebräischen Universität Jerusalem.
Für seine wirtschaftlichen und finanzpolitischen Verdienste wurde Kissin durch ein Letters Patent vom 27. Juni 1974 als Life Peer mit dem Titel Baron Kissin, of Camden in Greater London, in den Adelsstand erhoben und gehörte als solcher bis zu seinem Tod dem House of Lords als Mitglied an. Seine offizielle Einführung (Introduction) als Mitglied des Oberhauses erfolgte am 29. Juli 1974 mit Unterstützung durch Arnold Goodman, Baron Goodman sowie Jennie Lee, Baroness Lee of Asheridge. Obwohl er als Unterstützer der Labour Party galt und seit den 1950er Jahren als Berater des zweifachen Premierminister Harold Wilson wirkte, schloss er sich im Oberhaus der Gruppe der Crossbencher an.